# 克里斯蒂安·沃姆·莱恩
克里斯蒂安·沃姆·莱恩（英語：Christian vom Lehn；1992年4月14日—）是一位德國游泳運動員。在2011年上海游泳世界錦標賽上，他獲得了200米蛙泳的銅牌。他也代表德國參加歐洲游泳錦標賽的賽事。